# Schlacht von Belchite
Gijón –
Oviedo –
Alcázar von Toledo –
Mérida –
Badajoz –
Guipúzcoa –
Mallorca –
Sierra Guadalupe –
Talavera de la Reina –
Madrid –
Straße nach Coruña –
Málaga –
Jarama –
Guadalajara –
Krieg im Norden (Durango, Guernica, Santander) –
Brunete –
Belchite –
Teruel –
Cabo de Palos –
Aragon –
Ebro –
Katalonien

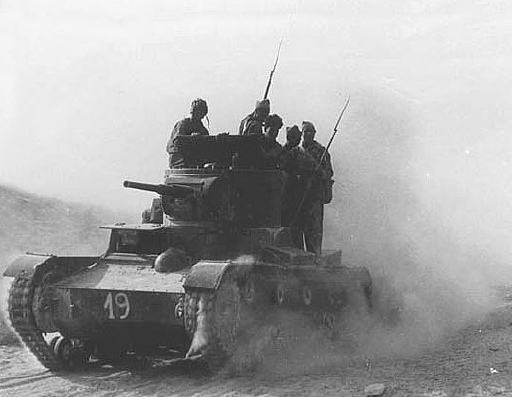
Interbrigadisten der XI. Internationalen Brigade aufseiten der Spanischen Republik während der Schlacht von Belchite, T-26

Die Schlacht von Belchite fand während des Spanischen Bürgerkrieges zwischen dem 24. August und dem 7. September 1937 in der Nähe und in der Stadt Belchite statt, die dabei fast vollständig zerstört wurde.

## Vorgeschichte
Nach der Schlacht von Brunete und dem gescheiterten Versuch der Republikaner, den nationalistischen Frontbogen vor Madrid abzuschnüren, beschloss der republikanische Generalstab eine Reihe von kleineren Offensiven in Aragonien, um den Vormarsch der Nationalisten im Norden aufzuhalten. Es waren nicht nur rein militärische Gründe, die zu diesem Entschluss führten. Die republikanische Zentralregierung sah darin auch eine Möglichkeit, den Einfluss der CNT-FAI und der POUM in der Region zurückzudrängen. Dazu wurden kommunistische Truppen und die drei anarchistischen Divisionen in der neu aufgestellten Armee des Nordens unter dem Kommando von General Sebastián Pozas zusammengefasst.
Ein weiteres Ziel der Offensive war die Eroberung der Provinzhauptstadt Saragossa, die nur einige Kilometer hinter der Front lag. Die Einnahme der Stadt wäre nicht nur ein symbolischer Akt gewesen, sondern die Stadt war auch das Kommunikationszentrum der nationalistischen Stellungen in der Region. Das erste Jahr des Bürgerkriegs hatte gezeigt, dass die Kontrolle der Städte viel wichtiger war als große Landstriche zu besetzen. Die Nationalisten hatten nur drei Divisionen (51., 52. und 105. Division) zur Verfügung, die auch noch auf einer Frontlinie von 300 km Länge verteilt waren und sich in den Städten konzentrierten.
General Pozas und sein Generalstabschef Antonio Cordón schlugen ihr Hauptquartier in Bujaraloz auf. Der Plan sah vor, an acht verschiedenen Punkten auf einer Frontlänge von 100 km zwischen Zuera und Belchite durch die nationalistischen Stellungen durchzubrechen. Der Grund für die Aufteilung der angreifenden Truppen bestand darin, dass man davon ausging, mit dieser Taktik auch die nationalistischen Kräfte aufzusplittern und ihnen somit die Möglichkeit zu Gegenangriffen zu nehmen. Des Weiteren boten die kleineren republikanischen Einheiten schlechtere Ziele für die Luftangriffe als bei Brunete.

## Republikanische Offensive
Die republikanische Armee des Ostens und die XI. und XV. internationalen Brigaden begannen die Offensive mit 80.000 Soldaten, drei Flugzeugstaffeln aus insgesamt 90 Polikarpow I-15 (Chatos) und I-16 (Moscas) und 105 T-26 Panzern. Der Angriff erfolgte gestaffelt in drei Haupt- und fünf Nebenstoßrichtungen auf einer Breite von 100 km. Im Norden und im Zentrum konnten die Republikaner nur kleine Geländegewinne erzielen. Im südlichen Frontabschnitt gelang es ihnen, die Dörfer Mediana und Quinto zu erobern. Im Dorf Codo hatten sich drei carlistische Kompanien verschanzt, die zwei ganze republikanische Brigaden aufhielten. Am heftigsten war der Widerstand in Belchite, wo 7.000 Verteidiger bis zum 7. September die eingekesselte Stadt verteidigten. Unter Einsatz von Kanonen, Dynamit und Bajonetten wurde um jedes Haus, um jeden Meter gekämpft. Gefangene wurden nicht gemacht. Am 6. September 1937 war Belchite vollkommen zerstört. Diese Verzögerung gab Franco Zeit, Verstärkungen heranzuführen und somit ein Vorstoßen der Republikaner auf Saragossa zu verhindern.

## Nationalistische Gegenoffensive
Die Nationalisten begannen ihre Gegenoffensive am 30. August mit fünf Divisionen, von denen zwei von der Front bei Madrid abgezogen werden mussten, Artillerie und 65 Fiat CR.32, Heinkel He 46, Savoia-Marchetti SM.79 und Messerschmitt Bf 109 Kampfflugzeugen. Der Gegenangriff wurde am 6. September abgebrochen, da es nicht gelang, die republikanischen Stellungen zu durchbrechen.

## Folgen

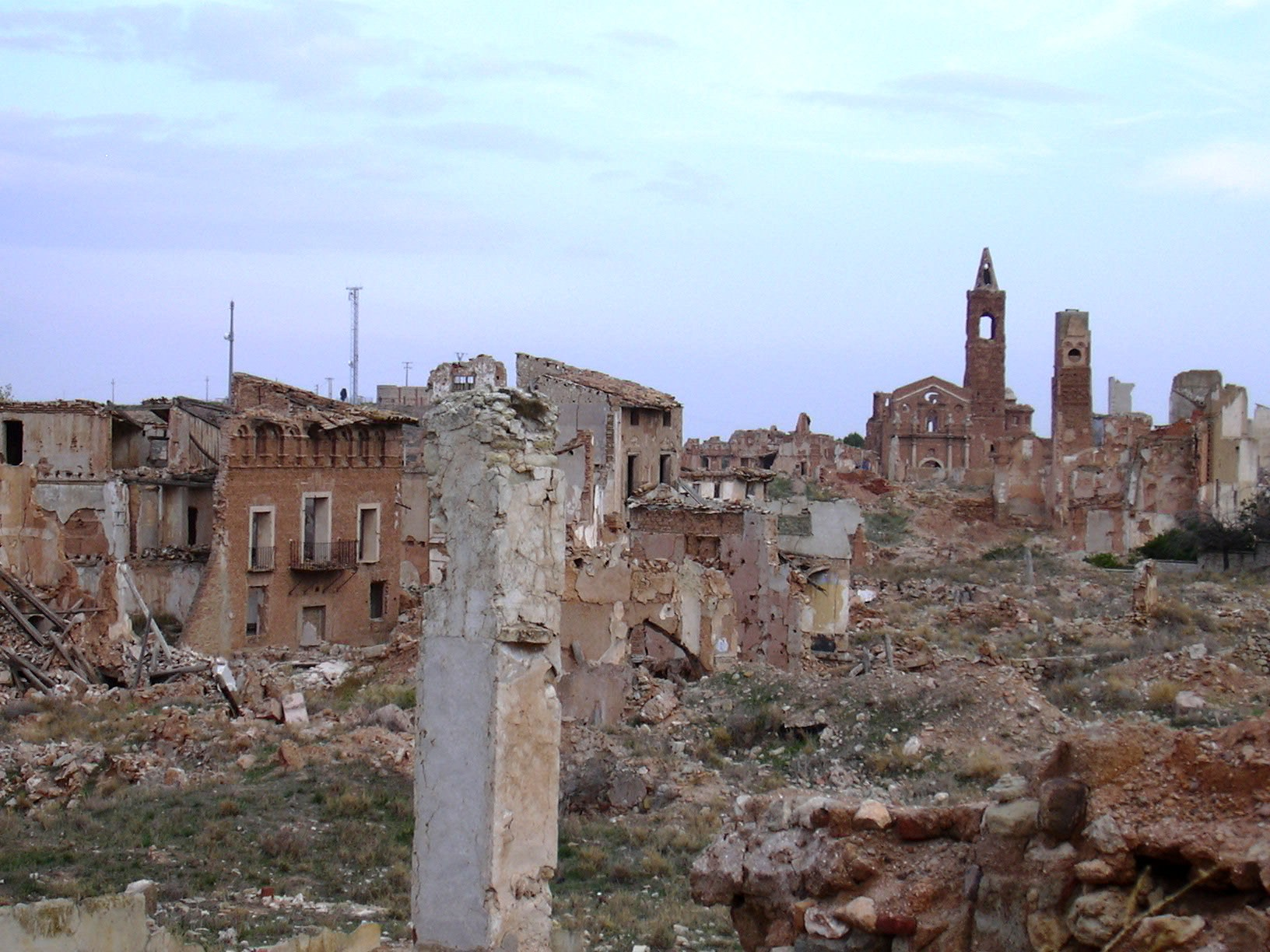
Belchite: Ruinen des ehemaligen Dorfes

Obwohl es der republikanischen Seite gelang, bis zu 10 km Geländegewinn zu erzielen, war die Offensive ein Fehlschlag. Die Nationalisten verschoben ihre Offensive im Norden nicht, so wie sie dies vor der Schlacht von Brunete tun mussten, und Saragossa konnte nicht eingenommen werden.
Die gesamte Stadt Belchite wurde während der Kämpfe vollkommen zerstört. Franco befahl, dass die Ruinen unberührt bleiben sollten, als Monument des Krieges.
Eine neue Stadt wurde für die Bewohner in der Nähe errichtet.